# Ali Ahsan Mohammad Mojaheed
Ali Ahsan Mohammad Mojaheed (bengalisch আলী আহসান মুহাম্মদ মুজাহিদ Ālī Āhsān Muhāmmad Mujāhid; * 23. Juni 1948; † 22. November 2015 in Dhaka) war ein bangladeschischer Politiker (Jamaat-e-Islami).

## Leben
Mojaheed war von 2001 bis 2006 Minister für Soziales in der von der Bangladesh Nationalist Party und der Jamaat-e-Islami gebildeten Regierung. Des Weiteren war er Generalsekretär der Jamaat-e-Islami.
Nachdem die Parteien nach verlorenen Parlamentswahlen in die Opposition mussten und die neue, von der Awami League geführte Regierung 2010 ein Tribunal zur Aufarbeitung von Kriegsverbrechen während des Unabhängigkeitskrieges von 1971 eingesetzt hatte, wurden Mojaheed und andere führende Oppositionspolitiker vor Gericht gestellt. 2013 wurde er wegen Kriegsverbrechen zum Tode verurteilt. Ihm wurde unter anderem die Verantwortung für die Ermordung von Intellektuellen zur Last gelegt. Nachdem Präsident Abdul Hamid am 21. November 2015 sein Gnadengesuch abgelehnt hatte, wurde Mojaheed um 00:55 Uhr des 22. November 2015 zusammen mit dem Abgeordneten Salahuddin Quader Chowdhury im Zentralgefängnis der Hauptstadt Dhaka gehängt.
Während Anhänger der Regierung die Hinrichtungen mit Straßenfesten feierten, ordnete die Regierung verschärfte Sicherheitsmaßnahmen an, da es bereits 2013 nach der Urteilsverkündung zu den bis dahin schwersten Unruhen seit der Unabhängigkeit des Landes gekommen war, in deren Folge rund 500 Menschen starben. Die Opposition, die die Prozesse für politisch motiviert hält, rief zu einem Generalstreik auf. Human Rights Watch bezeichnete die Prozesse als unfair und nicht rechtsstaatlichen Standards entsprechend.